# Буксбаум, Соломон
Соломон Буксбаум (англ. Solomon J. Buchsbaum; 4 декабря 1929, Стрый (Польская Республика) — 8 марта 1993) — американский физик и технолог еврейского происхождения, более известен как председатель Научного совета Белого дома при президентстве Рональда Рейгана и Джорджа Буша-Старшего, а также как руководитель Bell Laboratories.
Член Национальной академии наук США (1974).

## Биография
Родился в городе Стрый, Польша. Родители Буксбаума и его младшая сестра погибли во время Холокоста. Он и его другая сестра смогли избежать нацистского плена и направились в Варшаву, где он нашёл пристанище в католическом приюте. Там он читал мессу и стал прислужником. После войны, будучи подростком, Буксбаум эмигрировал в Канаду, где он выучил английский язык и нашёл работу на фабрике шляп. При отсутствии предварительного формального обучения, Буксбаум выиграл стипендию в Университете Макгилла на изучение физики и математики, там же получил степень бакалавра в 1952 году и степень магистра годом позже. Он получил степень доктора философии в МТИ в 1957 году.
Карьеру в Bell Laboratories Соломон Буксбаум начал как исследователь газовой и твёрдой плазмы в 1958 году. Поднимаясь по карьерной лестнице, он стал вице-президентом компании, отвечал за технологические системы в 1979. За 35 лет работы в компании он опубликовал 50 статей и получил 8 патентов. Нобелевский лауреат Арно Пензиас назвал его «вице-президент, ответственный за всё остальное» (оригинал англ. vice president in charge of everything else), что означало всё, что непосредственно не касается дел телефонной компании.
Карьера Буксбаума как советника президента началась с его участия в составе Консультативного комитета по науке при президенте Никсоне и позже продолжилась в Комитете президента Форда по науке и технике. Во время президентства Рейгана и Джорджа Буша-старшего он был председателем соответствующих комитетов. Был также председателем Научного совета обороны с 1972 по 1977 годы.
Буксбаум сотрудничал с Массачусетским технологическим институтом, Стэнфордским университетом, RAND Corporation, Charles Stark Draper Laboratory, а также с Аргонской национальной лабораторией, и Сандийской национальной лабораторией.
Буксбаум был отмечен Национальной научной медалью (от президента Рейгана), а также различными медалями от департаментов обороны и энергетики.
Он умер в 1993 году в Нью-Джерси от миеломной болезни, после трансплантации костного мозга и проведя больше месяца в стерильном «пузыре», который был оборудован телефоном и факсом, чтобы он мог вести «бизнес как обычно».